# 纵游网络
上海纵游网络科技有限公司（简称“纵游网络”）是中国大陆一家从事手游研发、运营的外资独资企业，为DeNA的中国分公司，于2007年注册成立于上海。

## 发展历史
- 2007年，纵游网络在上海注册登记成立。
- 2007年2月，推出手机SNS服务“加加城”。[2]
- 2009年8月，收购手机SNS社区“天下网”。[3][4]
- 2010年，正式进入中国大陆游戏市场。
- 2011年4月，“梦宝谷(Mobage)”PC版上线。
- 2011年7月，“梦宝谷(Mobage)”Android版在Google Play上线。（因大陆自然无法使用谷歌的有关服务，因此后面官方有跟华为合作，在华为商店中提供给用户下载）[5]。同年11月，“梦宝谷(Mobage)”iOS版上线。

2012年，上海纵游网络技术有限公司与海信智能电视达成合作，将游戏从手机屏幕移植到电视屏幕上，进入家庭客厅电视游戏领域。2013年11月，发行首款自研IP游戏《NBA梦之队》。2014年8月，发行第二款自研IP游戏《变形金刚：崛起》。2015年1月，发布与万代南梦宫联合研发的日本IP游戏《航海王 启航》。
後來DeNA縮減中國業務，中國境內的遊戲由上海蛙扑网絡技術有限公司運營。截至2024年，DeNA已不考慮在中國推出新遊戲，已在中國上線的遊戲全部移交給一家叫作「Tadpole」的公司運營。

## DENA中国运营作品
根据中国大陆地区有关政策规定，外资独资企业不得从事游戏运营业务，因此本表所列的DENA中国研发或与合作伙伴联合研发的游戏，在中国大陆地区都是委托“梦宝谷”（即上海蛙扑网络技术有限公司）来运营。
- 幽遊白書：BANG! 靈丸
- NBA梦之队
- 变形金刚：崛起
- 灌篮高手
- 航海王 启航
- 圣斗士星矢
- NBA梦之队2
- 变形金刚 前线
- 死神斩之灵
- 敢达决战：2016年1月15日，《敢达决战》开启创世公测。[9]
- 银时之魂：2015年12月，《银时之魂》官网上线，开启首测预约。[10]
- 魔导少年:妖尾启程
- 三国志：荣耀
- 圣斗士星矢:重生
- 幻影纹章：原游戏名为《杀戮幻影》，为符合中国大陆地区最新用词规定，官方在公测前定名为《幻影纹章》。2016年8月8日，《幻影纹章》宣布开启事前预约登录活动[11]
- 天堂之心：2017年4月7日，《天堂之心》宣布正式开启不删档测试预约活动。[12]